# Foul Play
Foul Play (Juego peligroso y también Juego sucio, en español) es una película estadounidense de 1978, protagonizada por Chevy Chase y Goldie Hawn.
Se trata de un filme de misterio, con toques de thriller y pasos de comedia, dirigido por Colin Higgins; el reparto incluyó a nombres como Dudley Moore, Burgess Meredith, Eugene Roche, Rachel Roberts, Brian Dennehy y Billy Barty, entre otros.

## Elenco
- Goldie Hawn - Gloria Mundy
- Chevy Chase - Tony Carlson
- Burgess Meredith - Mr. Hennessey
- Brian Dennehy - Inspector "Fergie" Ferguson
- Dudley Moore - Stanley Tibbets
- Rachel Roberts - Gerda Casswell/Delia Darrow
- Eugene Roche - Arzobispo Thorncrest/Charlie Thorncrest
- William Frankfather - Whitey Jackson
- Marc Lawrence - Rupert Stiltskin, "The Dwarf"
- Marilyn Sokol - Stella
- Billy Barty - J.J. MacKuen
- Bruce Solomon - Bob "Scotty" Scott
- Don Calfa - Scarface
- Cyril Magnin - Papa Pio XIII
- Chuck McCann - Nuart